# Pandora (serwis internetowy)

Logo Pandora

Pandora Internet Radio – spersonalizowane radio internetowe oraz system rekomendacji muzycznych oparte na danych z Music Genome Project.

## Sposób działania radia
Radio odtwarza muzykę na podstawie preferencji użytkownika. Z każdym utworem powiązany jest zestaw cech, takich jak melodia, rytm czy tempo wokalu. Pandora stara się dobierać utwory mające takie cechy, jakie mają te utwory, które użytkownik lubi, mało zaś tych cech, które pojawiają się wśród utworów wskazanych jako nielubiane. Taki system zwiększa prawdopodobieństwo, że utwory będą odpowiadały gustom użytkownika, a jednocześnie umożliwia eksplorację mało znanych artystów.
Interfejs radia jest osadzony w stronie internetowej i korzysta z Adobe Flash, każdy utwór można oznaczyć jako ulubiony, lub niechciany. W pierwszym przypadku trafia on na listę ulubionych, w przeciwnym – nie będzie już nigdy odtwarzany. W ramach jednego profilu można stworzyć kilka "stacji radiowych" w oparciu o wybranego artystę lub tytuł utworu.
Podobne rozwiązania zastosowano w Last.fm, tam jednak źródłem rekomendacji są zachowania innych użytkowników serwisu (przede wszystkim oznaczanie utworów), a nie zbiór cech każdego utworu. Pandora jest uważana za aplikację Web 2.0, chociaż nie ma w niej praktycznie żadnego elementu interakcji między użytkownikami.

## Ograniczenie dostępu w maju 2007
Prawną podstawę działania radio opierało na 114 paragrafie DMCA, który regulował sposoby opłacania właścicieli praw autorskich w Stanach Zjednoczonych. Ponieważ nie istnieje międzynarodowy odpowiednik DMCA, Pandora musiałaby podpisać odpowiednie umowy bezpośrednio z właścicielami praw.
Od początku swojego istnienia radio było więc przeznaczone tylko dla mieszkańców USA. Przy rejestracji wymagano m.in. podania amerykańskiego kodu pocztowego. W praktyce ograniczenie to było często ignorowane przez użytkowników, którzy podawali fałszywe dane.
Z początkiem maja 2007 dostęp do Pandory został ograniczony wyłącznie do terenu Stanów Zjednoczonych. O przyznaniu dostępu decyduje geolokalizacja na podstawie adres IP użytkownika. Brak dostępu skutkuje wyświetleniem strony z wyjaśnieniem oraz przeprosinami: http://www.pandora.com/restricted

## Alternatywne formy dostępu do radia
Istnieją programy open-source, które umożliwiają odsłuchiwanie radia bez potrzeby wejścia na stronę internetową Pandory, jak również oferują integrację z innymi usługami, takimi jak budowanie profilu w last.fm czy wysyłanie statusu do komunikatorów internetowych. Inne rozwiązanie to dodatki do przeglądarek działające jako proxy, np. Foxy Proxy.